# タマムシ科

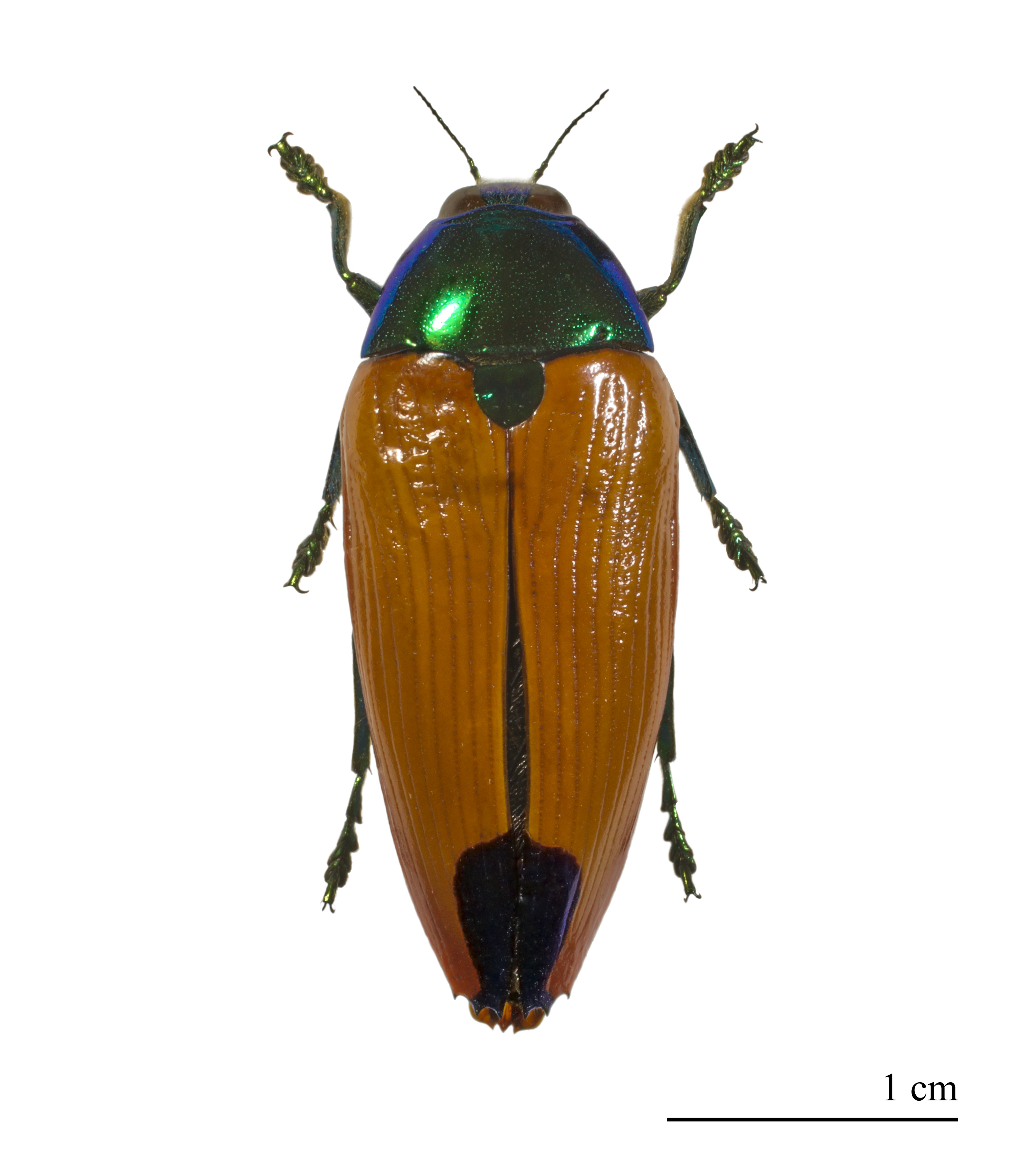
Metaxymorpha gloriosa

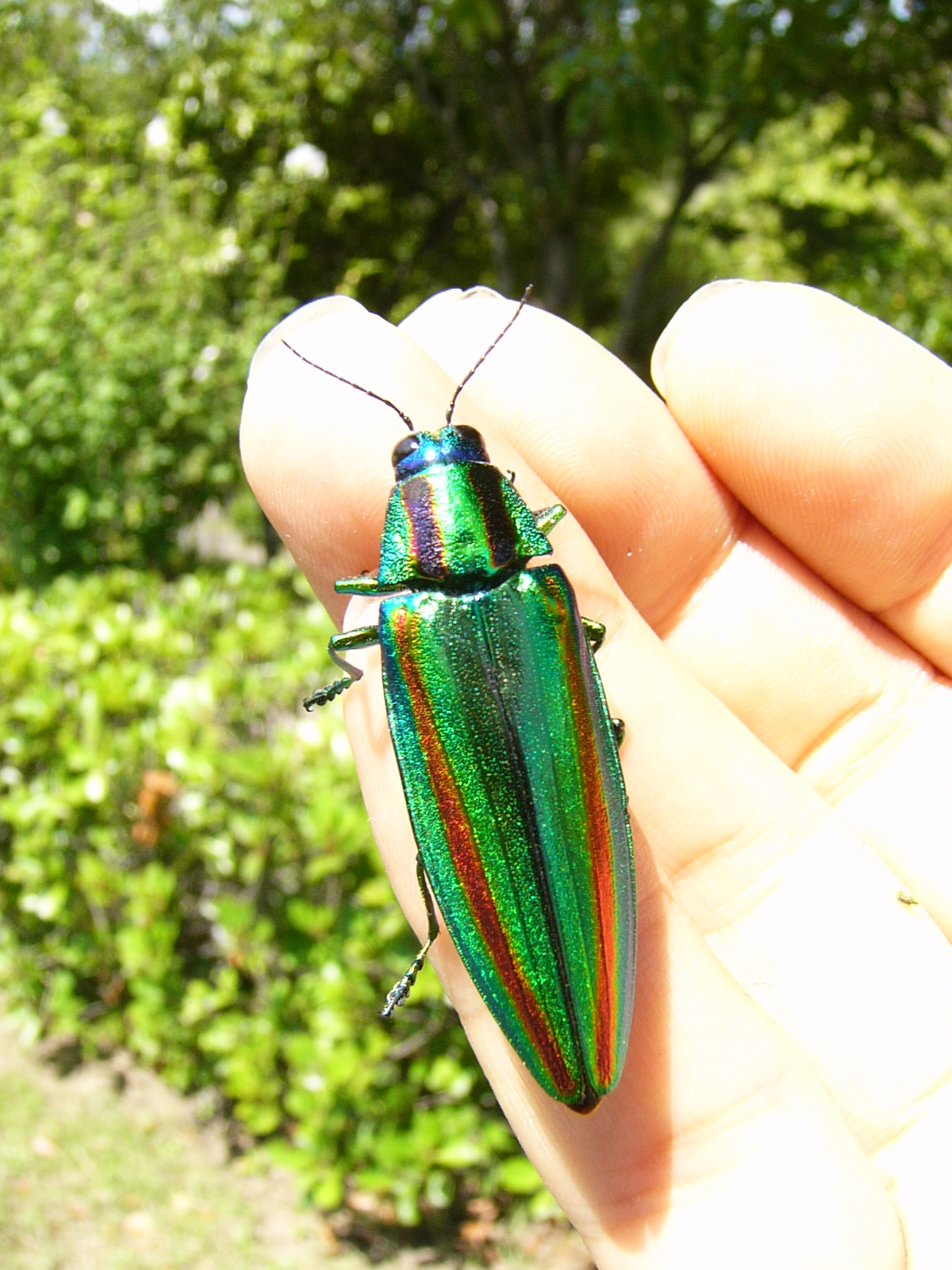
Crysochroa fulgidissima 背面

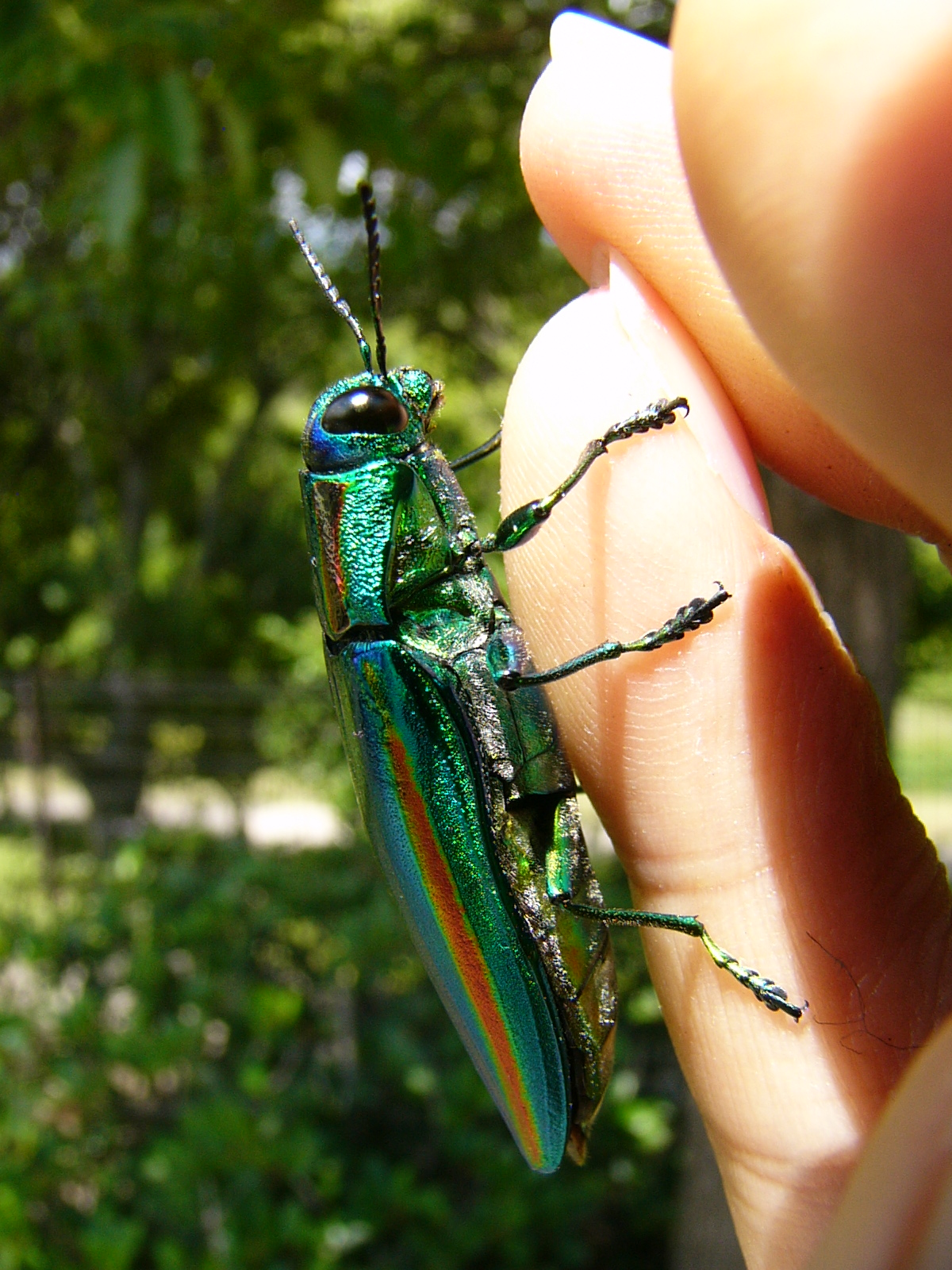
Crysochroa fulgidissima 側面

タマムシ（玉虫、吉丁虫）とは、コウチュウ目タマムシ科（Buprestidae）に属する昆虫の総称。日本で広く知られるタマムシはその中の1種であるが、この項ではタマムシ科全体を扱う。

## ヤマトタマムシ
タマムシ科は日本国内にも多くの種類があるが、中でも標準和名タマムシ（ヤマトタマムシ、学名：Chrysochroa fulgidissima (Schonherr, 1817)）として知られる種は、美しい外見を持つことから古来より珍重されてきた。
細長い米型の甲虫で、全体に緑色の金属光沢があり、背中に虹のような赤と緑の縦じまが入る。天敵である鳥は、「色が変わる物」を怖がる性質があるため、この虫が持つ金属光沢は鳥を寄せ付けない。
日差しの強い日によく活動し、成虫の餌であるエノキやケヤキなどの生える広葉樹林を飛び、夜間は幹の陰に潜む。本州東北南部～九州、沖縄に分布する。エノキやケヤキ、マキなどの高所の幹をのこぎりで挽くと、その香りを求めて切り口付近によく集まり、数匹で乱舞することもある。一方で垣根の乾燥した竹や一本だけ突き出た枯れ枝で日光浴する個体もよく見かけられる。警戒心が強く動きは機敏だが、人間が2m位に近づくとぴたりと動きを止め、更に近づくと飛び去ったり、茂みに落下したりして姿を消す。
卵はエノキ、マキ、ナツメ、リンゴ等の樹皮の割れ目や傷跡に生み付けられる。幼虫は幹の奧深く楕円形の穴を幹に沿って開けて食害するため、表面からは見つけにくい。風雨で幹が折れたり木が倒れたりする事故の原因となり得る害虫であり、果樹園経営者や庭師などには忌み嫌われる。
この種の上翅（鞘翅）は構造色によって金属光沢を発しているため、死後も色あせず、装身具に加工されたり、法隆寺宝物「玉虫厨子」の装飾として使われたりしている。加工の際には保存性を高める為にレジンに包む事もある。「どのようにも解釈ができ、はっきりとしないもの」の例えを玉虫色というのは、見る角度で色が変わるこの虫に因む。日本には、タマムシを箪笥に入れておくと着物が増えるという俗信がある。

## 下位分類
日本で200種、世界で15,000種余りが知られる。
- ケシツブタマムシ属 Mastogenius
- フナガタタマムシ属 Acmaeodera
- モンキタマムシ属 Ptosimaa
- ツブタマムシ属 Paratrachys
- ルリタマムシ属 Chrysochroa - タマムシ
- ツマベニタマムシ属 Tamamusia
- ムネスジタマムシ属 Chrysodema
- ウバタマムシ属 Chalcophora - ウバタマムシ
- マダラタマムシ属 Nipponobuprestis -アオマダラタマムシ
- クロホシタマムシ属 Ovalisia
- キンヘリタマムシ属 Poecilonota
- コモンタマムシ属 Descarpentriesina
- フタオタマムシ属 Dicerca
- クロタマムシ属 Buprestis
- アオタマムシ属 Eurythyrea
- ヒメヒラタタマムシ属 Anthaxia
- ツヤヒメマルタマムシ属 Kurosawaia
- ヒメマルタマムシ属 Philanthaxia
- ムツボシタマムシ属 Chrysobothris
- ナカボソタマムシ属 Coraebus
- チビナカボソタマムシ属 Nalanda
- クリタマムシ属 Toxoscelus
- ムナビロタマムシ属 Sambus
- ナガタマムシ属 Agrilus
- ホソツツタマムシ属 Paracylindromorphus
- ケシタマムシ属 Aphanisticus
- エグリタマムシ属 Endelus - キンイロエグリタマムシ
- チビタマムシ属 Trachys - クズノチビタマムシ
- ヒラタチビタマムシ属 Habroloma